# Protoavis texensis
Protoavis texensis ("primera ave de Texas") es la única especie conocida del género dudoso extinto Protoavis de dinosaurios terópodo similar a una ave que vivió en el período Triásico, hace aproximadamente 210 millones de años en lo que hoy es Norteamérica. Se ha afirmado que Protoavis constituye el taxón más antiguo conocido de un ave, pues sus fósiles se remontan a unos 210 millones de años atrás, mucho antes que los de Archaeopteryx, a pesar de lo cual presenta características morfológicas mucho más avanzadas que las de su pariente más reciente. La única especie conocida es P. texensis.
El descriptor original de Protoavis texensis, Sankar Chatterjee de la Universidad Tecnológica de Texas, interpretó que el espécimen tipo provenía de un solo animal, específicamente un ave de 35 centímetros de altura que vivió en lo que hoy es Texas, Estados Unidos, hace unos 210 millones de años. Aunque existió mucho antes que Archaeopteryx, su estructura esquelética es supuestamente más parecida a la de un pájaro. Protoavis ha sido reconstruido como un ave carnívora que tenía dientes en la punta de sus mandíbulas y ojos ubicados en la parte frontal del cráneo, sugiriendo un estilo de vida nocturno o crepuscular. Las reconstrucciones generalmente lo representan con plumas, ya que Chatterjee originalmente interpretó que las estructuras en el brazo eran perillas, el punto de unión para las plumas de vuelo que se encuentran en algunas aves modernas y dinosaurios no aviares. Sin embargo, la reevaluación del material fósil por parte de autores posteriores como Lawrence Witmer no ha sido concluyente con respecto a si estas estructuras son o no perillas de plumas reales.
Sin embargo, esta descripción de Protoavis asume que Protoavis se ha interpretado correctamente como un pájaro. Muchos paleontólogos dudan de que Protoavis sea un ave, o que todos los restos que se le asignan incluso provengan de una sola especie, debido a las circunstancias de su descubrimiento y las sinapomorfias aviares poco convincentes en su material fragmentario. Cuando fueron encontrados en las formaciones Tecovas y Bull Canyon en la península de Texas en 1984, en un estrato sedimentario de un delta de río Triásico, los fósiles eran un alijo desordenado de huesos desarticulados que pueden reflejar un incidente de mortalidad masiva después de una inundación repentina.

## Descripción
Protoavis generalmente se representa como un arcosaurio bípedo, similar a varios poposáuridos y rauisúquidos que vivieron aproximadamente durante la misma época que Protoavis. En una descripción publicada por Sankar Chatterjee, las estructuras se identificaron como pomos de pluma, aunque ha habido un debate sobre si en realidad son pomos de pluma o no.

### Cráneo y endocráneo
La caja cerebral de Protoavis es similar en algunos aspectos a Troodon, con un cerebelo agrandado que desplazó los lóbulos ópticos ventrolateralmente, y también tiene un gran lóbulo flocular. El oído interno también es bastante similar y parecido a un pájaro en ambos taxones. Los sistemas canalicular y el proceso coclear difieren en ambos taxones y la región vestibular es relativamente pequeña y está ubicada en una posición ventral a la mayoría de los canales semicirculares anterior y posterior. El canal semicircular anterior es significativamente más largo que los demás y el proceso coclear es un tubo relativamente largo orientado verticalmente. Sin embargo, Protoavis también es notablemente diferente a las aves, ya que solo posee una salida para el trigémino. Sin embargo, estos caracteres no son lo suficientemente robustos para identificar a Protoavis como un pájaro.
El cráneo tiene un parietal extremadamente estrecho con aspecto de bloque desde dorsal, frontales muy anchos en forma de T que forman las "alas laterales" que Chatterjee aplica a la falta de postorbitales. Chatterjee presenta el cráneo de Protoavis completo, aunque solo el aspecto caudal del cráneo está representado en los fósiles disponibles. Chatterjee sostiene que la región temporal muestra un cuadrado estreptostílico con proceso orbital para la unión del transportador M. pterygoidei et quadrati, con la confluencia asociada de las órbitas con la fenestra temporal, lo que facilita la prokinesis. Afirma además que la caja cerebral de Protoavis tiene una serie de caracteres que se ven en Ornithurae, incluida la estructura de la cápsula ótica, la generalizada neumatización de los elementos de la caja encefálica, un complemento completo de recesos timpánicos y la presencia de un epiótico .
De este material, solo el techo del cuadrado y orbital, además de porciones limitadas de la caja craneana, se conservan con suficiente fidelidad para permitir una interpretación definitiva. Los cuadrados de TTU P 9200 y TTU P 9201 no son particularmente iguales, un hecho que no se explica fácilmente si el material es conespecífico, como insiste Chatterjee. No parece haber un proceso orbitario presente en ninguno de los huesos, y las modificaciones del cóndilo proximal que permiten un amplio rango de movimiento contra el escamoso no son evidentes. Además, el cuadradojugal y yugal parecen mucho más robustos en los especímenes de  Protoavis, que los representados por Chatterjee. El tamaño y desarrollo del cuadradoyugal parece contradecir la afirmación de Chatterjee de que este hueso entró en contacto con el cuadrado a través de una articulación de clavija muy móvil.. Estos datos hacen que la afirmación de prokinesis en el cráneo de Protoavis sea cuestionable en el mejor de los casos, y parece muy parsimonioso concluir que el espécimen muestra un cuadrado opisthostelico convencional.
La caja del cerebro es donde Protoavis se acerca a ser tan aviar como ha mantenido Chatterjee. La cápsula ótica está supuestamente organizada de forma aviar, con tres orificios distintos dispuestos como tales. LA fenestra ovalis, fenestra pseudorotunda y el receso timpánico caudal, con un puntal metótico óseo colocado entre la fenestra pseudorotunda y el receso timpánico caudal. La afirmación de que el complemento completo de los recesos timpánicos que se ven en las orniturinos se observan de manera similar en Protoavis es cuestionable, ya que la preservación de la caja cerebral no es adecuada para permitir observaciones concretas sobre el tema. Chatterjee omite en su descripción de 1987 del caso del cerebro, la presencia de una fenestra postemporal sustancial, que en todas las Aves, incluido el Archaeopteryx, está reducida o ausente por completo, y la falta de un seno neumático en el paroccipital. Además, la caja cerebral posee múltiples caracteres simmplesiomórficos de Coelurosauria, incluida una fosa auricular cerebelosa expandida y un canal vagal que se abre hacia el occipucio. Lo que se conserva del cráneo preorbitario curiosamente carece de los caracteres apomórficos esperados en un espécimen, que supuestamente está más estrechamente relacionado con Pygostylia que Archaeopteryx lithographica. Lo más revelador es la ausencia total de fenestras accesorias en la fosa antorbitaria, que conducen a los senos maxilares.

### Anatomía postcraneal
Posee cúbitos curvos cortos con procesos del olécranon y una posible escápula con diáfisis doblada con las cervicales que tienen perfiles y aspectos en su exterior muy similares a la serie cervical Megalancosaurus. Todas las cervicales, excepto la más posterior y el axis con el  atlas, tienen hipopófisis y esas espinas neurales triangulares; todas las características que se han descrito en Megalancosaurus. Esto sugiere que partes de Protoavis pueden ser de naturaleza drepanosáurida.
Los restos poscraneales están tan mal conservados, o peor, que los elementos craneales, y su interpretación de Chatterjee es en muchos casos infundada o especulativa. Del esqueleto poscraneal, Chatterjee ha aislado el esqueleto axial que muestra un conjunto de caracteres aviares, que incluyen centros heterocoelicos, hipopófisis y reducción de las espinas neurales. En primer lugar, la calidad de conservación de las vértebras es mala. Si bien los centros están modificados, no parecen ser verdaderamente heterocélos. La presencia de hipopófisis incipientes en sí misma podría considerarse indicativa de afinidad aviar, pero su escaso desarrollo y presencia en vértebras, por lo demás completamente no aviares, se considera con mucha parsimonia como una convergencia leve hasta que se saque a la luz más material. La reducción de las espinas neurales es cuestionable.
Curiosamente, Gregory Paul ha notado que las cervicales de Protoavis y drepanosáuridos son asombrosamente similares, por lo que apenas se distinguen entre sí. Teniendo en cuenta la modificación del cuello del drepanosaurio con fines de depredación por acción brusca, es más probable que las similitudes superficiales en las cervicales de ambos taxones sean de hecho solo convergentes con las Aves. Chatterjee no identifica las vértebras restantes como particularmente aviares en su osteología.

### Cintura pectoral
La cintura pectoral es discutida por Chatterjee como siendo altamente derivada en Protoavis, mostrando sinapomorfias de avialanos más derivados que Archaeopteryx , incluyendo la presencia de un hypocleidium llevando las furcula, y una hipertrofiado, esternón carinate. La interpretación de Chatterjee de los fósiles identificados como tales en sus revisiones del material de Protoavis está abierta a cuestionamientos debido a la calidad de preservación de los elementos y a partir de este momento, no está claro si alguno de los catracteres estaba de hecho presente en Protoavis. El glenoideo parece estar orientado dorsolateralmente permitiendo un amplio rango de movimiento humeral. Chatterjee implica que este es un rasgo altamente derivado que alía a Protoavis con las Aves, pero por qué debería ser así no se discute claramente en las descripciones del animal. En sí misma, la orientación de la glenoides no es una base suficiente para colocar Protoavis dentro de Aves. La lámina escapular es mucho más ancha de lo que ilustra Chatterjee en su trabajo de 1997  y no particularmente aviar en su forma general El coracoides, identificado por Chatterjee como puntal y retrovertido, está, como la supuesta furcula y el esternón, demasiado mal conservado para permitir una identificación precisa. Además, se desconoce por completo la relación espacial original de la supuesta coracoides con la escápula.  Faltan las apófisis uncinadas y las costillas del esternón.

### Cintura pelviana
Chatterjee afirma que la cintura pélvica es apomórfica en comparación con las aves arcaicas y muestra un pubis retrovertido, fusión del isquion y el ilion , un antitrocánter y la presencia de una fosa renal. El pubis parece mostrar opistopubis, aunque esto aún no se ha verificado. La supuesta fusión del isquion y el ilion en una placa ilioisquiádica no está actualmente corroborada por los fósiles en cuestión, a pesar de la auspiciosa ilustración de Chatterjee de lo contrario en "The Rise of Birds". En este momento, la cintura pélvica no está lo suficientemente bien conservada para determinar si había o no una fosa renal, aunque como ninguna ave conocida del Mesozoico presenta una fosa renal, no está claro por qué Protoavis debería, incluso si es más derivado que Archaeopteryx. Del mismo modo, no está claro si el presunto antitrocánter ha sido correctamente identificado como tal.

### Extremidades
La manos y el carpo se encuentran entre las pocas áreas del material de Protoavis que están bien conservadas y son sorprendentemente no aviar. Los carpos distales, aunque largos, no se parecen en nada a los observados en el Archaeopteryx u otras aves arcaicas. No hay un elemento semilunar y la estructura del radio y el cúbito habría limitado la flexibilidad de la articulación de la muñeca. La mano no es tridáctila y el metacarpiano V está presente. Incluso en la avialia más basal, Archaeopteryx , no hay vestigio del quinto metacarpiano y su presencia en Protoavis parece incongruente con la afirmación de que es un pájaro, y mucho menos uno más derivado que Archaeopteryx .
Chatterjee afirma que el húmero de Protoavis es "notablemente aviar", pero como en todos los asuntos con los fósiles referidos a este taxón, la identificación precisa de los elaborados trocánteres, crestas, etc., atribuidos al húmero por Chatterjee es imposible en este momento. Los cóndilos distales expandidos, que parecen estar presentes en el húmero de Protoavis y la cresta deltopectoral agrandada, una cresta para la unión de los músculos del tórax y el hombro, son congruentes con la morfología del húmero de celofisoides, al igual que la aparente presencia de una depresión braquial distal.
El fémur de Protoavis es sorprendentemente similar a los no tetanuranos, a saber, los celofisoides. El fémur proximal muestra una plataforma trocantérea caudal a los trocánteres menor y mayor, una característica que distingue a los terópodos no tetanuranos de los tetanuros. Otras similitudes entre el húmero proximal de Protoavis y el de los terópodos no tetanuranos se encuentran en la presencia compartida de una cresta obturatriz agrandada, cuya morfología en Protoavis es de nuevo asombrosamente similar a la observada en terópodos basales robustos, por ejemplo, Coelophysis kayentakatae. El parecido entre el fémur de Protoavis y el de un terópodo no tetanurano se vuelven cada vez más pronunciados en el extremo distal del hueso. Ambos comparten un surco de crista tibiofibularis, una característica de un terópodo no tetanurano que separa los cóndilos medial y lateral.
La tibia de Protoavis supuestamente posee una cresta craneal lateral y craneal, aunque la validez de esta afirmación está sujeta a dudas debido a la calidad de conservación del material. El peroné es continuo a la unidad astrágalocalcánea. Un tibiotarsus está ausente, inusual considerando las afirmaciones de Chatterjee de la afinidad pigostilana de Protoavis , al igual que un tarsometatarsus. El proceso ascendente del astrágalo se reduce, un carácter totalmente incongruente con un estado muy derivado de Protoavis. Curiosamente, esta abreviatura del proceso ascendente se encuentra en los celofisoides y en su osteología general, el tarso y pie de Protoavis, es bastante similar a las de los terópodos no tetanuros. La restauración de Chatterjee del hallux invertido no es más que una especulación, ya que las relaciones espaciales originales de los elementos del pedal son imposibles de determinar en este momento.

### Plumas
Las reconstrucciones generalmente lo representan con plumas, ya que Chatterjee originalmente interpretó que las estructuras en el brazo eran perillas, el punto de unión para las plumas de vuelo que se encuentran en algunas aves modernas y dinosaurios no aviares. Sin embargo, la revaluación del material fósil por parte de autores posteriores como Lawrence Witmer no ha sido concluyente con respecto a si estas estructuras son o no perillas de plumas reales.
En su trabajo de 1997, Chatterjee infiere la presencia de plumas de supuestas protuberancias de púas en el cúbito y los metacarpianos III y IV muy destrozados , e infiere la presencia de plumas remigias de tales estructuras, aunque advierte que esto es incierto. Como es el caso de las supuestas protuberancias en forma de perillas en el cúbito, las estructuras metacarpianas parecen ser atribuibles al daño post mortem. Además, el pulgar, a diferencia del caso de todas las aves, no es medialmente divergente. Considerando lo mal conservado que es el cúbito es decir, es completamente prematuro sacar conclusiones definitivas en cuanto a la presencia de perillas en forma de pluma hasta que se disponga de material más adecuado. Tras un examen más detenido del material, no se aislaron estructuras que pudieran considerarse homólogas a las papilas remigiales.

## Descubrimiento e investigación
Machacado, apalstado y roto..
Jacques Gauthier describiendo informalmente el espécimen holotipo.

Los descubrimientos de arcosaurios son comparativamente abundantes en Texas y se han recuperado en cierta cantidad desde que E. D. Cope trabajó en las camas rojas del panhandle hace más de un siglo. El espécimen holotipo de Protoavis, TTU P 9200, el paratipo TTU P 9201, y todos los materiales referidos, fueron descubiertos en el Grupo Dockum, en la península de Texas. El Dockum data desde el Carniano hasta el Noriano temprano, en el Triásico superior y está compuesto por cuatro unidades de edad decreciente: La formación de Santa Rosa, la formación Tecovas, la formación Trujillo, la formación Cooper Canyon, y la Formación Cañón Bull.  Muchos elementos esqueléticos y elementos parciales de Protoavis fueron recolectados de la Cantera Post , Miller, de la Formación Bull Canyon en la década de 1980 y otros especímenes referidos a Protoavis fueron recolectados de la Cantera Kirkpatrick subyacente de la Formación Tecovas. Los especímenes en conjunto consisten en un cráneo parcial y restos postcraneales pertenecientes posiblemente a varios individuos grandes.  Los huesos fueron completamente liberados de la matriz circundante, y algunos fueron reconstruidos en gran medida y la identificación de algunos de los elementos ha sido cuestionada por otros paleornitólogos y paleontólogos .
El material tipo fue recolectado de depósitos de lutitas en junio de 1973 e inicialmente identificado como un juvenil de Coelophysis bauri. El nivel del grupo Dockum del que se recuperó el material de Protoavis, probablemente fue depositado en un sistema fluvial deltaico. El lecho óseo excavado por Sankar Chatterjee y sus estudiantes de la Universidad Tecnológica de Texas, en el que se descubrió Protoavis , probablemente refleja un incidente de mortalidad masiva después de una inundación repentina. Chatterjee, quien describió por primera vez a Protoavis, ha asignado el binomio Protoavis texensis ("primer pájaro de Texas") al pequeño escondite de huesos, supuestamente conespecíficos. Interpretó que el espécimen tipo provenía de un solo animal, específicamente un ave de 35 centímetros de altura que vivió en lo que hoy es Texas , Estados Unidos , Hace entre 225 y 210 millones de años.
Debido a la naturaleza de los huesos mezclados en nódulos de arenisca y completamente desarticulados, se ha sugerido que Protoavis fue reelaborado a partir de sedimentos posteriores. Sin embargo, un principio estratigráfico básico, el "principio de inclusiones", es un caso especial del principio de relaciones transversales. Afirma que la roca tiene que existir antes de que pueda incluirse en otra roca sedimentaria . La reelaboración es el proceso de meteorizar fósiles o rocas que contienen fósiles de rocas ya presentes, transportarlas y volver a depositarlas en sedimentos que luego se litifican como nuevas rocas sedimentarias. Dado que las rocas jurásicas ocurrieron después los sedimentos del Triásico del Grupo Dockum, no podrían haber sido reelaborados en los sedimentos Dockum como inclusiones.

### Discusiones sobre la evolución
Científicos como Alan Feduccia han citado a Protoavis en un intento de refutar la hipótesis de que las aves evolucionaron a partir de los dinosaurios. Sin embargo, algunos científicos han afirmado que la única consecuencia sería llevar el punto de divergencia de las aves más atrás en el tiempo. En el momento en que se hicieron originalmente tales afirmaciones, la afiliación de las aves y los terópodos maniraptoranos, que hoy en día está bien respaldada y generalmente aceptada por la mayoría de los ornitólogos, era mucho más polémica. La mayoría de las aves mesozoicas solo se han descubierto desde entonces. Desde entonces, el propio Chatterjee ha utilizado Protoavis para mantener una relación cercana entre dinosaurios y pájaros.

"Como no quedan datos convincentes para respaldar el estatus aviar de Protoavis o su validez taxonómica, parece desconcertante que el asunto deba ser tan polémico. El autor está muy de acuerdo con Chiappe al argumentar que, en la actualidad, Protoavis es irrelevante para la reconstrucción filogenética de Aves. Si bien más material de los lechos de Dockum puede reivindicar este peculiar arcosaurio, por el momento, el caso de Protoavis es inexistente ".

Se ha argumentado que si es válido, Protoavis representará la sentencia de muerte al origen terópodo de las aves.. Los paleontólogos replican que, si es válido, Protoavis de ninguna manera elimina el origen terópodo de las aves. El mismo hecho de que Chatterjee usara su pájaro putativo para defender el origen del terópodo parece contradecir el argumento de Alan Feduccia de que un pájaro verdadero del Triásico provocaría el colapso del "dogma" del terópodo.

## Clasificación
La taxonomía de Protoavis es controvertida, ya que varios paleornitólogos lo consideran un antepasado temprano de las aves modernas, mientras que la mayoría de los demás en la comunidad paleontológica lo consideran una quimera, una mezcla de varios especímenes. El paleontólogo estadounidense Gregory Paul sugirió que Protoavis es un herrerasáurido. En un artículo de Phil Currie y XJ Zhao en el que se habla de un cráneo de un Troodon formosus, compararon los caracteres con forma de pájaro de Troodon y Protoavis. En el artículo, hicieron una serie de correcciones que involucraron las malas interpretaciones de Chatterjee y Currie de partes de la anatomía craneal de Troodon antes de que se encontrara la caja cerebral particular que se estaba describiendo. Al menos un par de correcciones, el receso timpánico anterior y el contacto relativamente cinético cuadrado-escamoso, hicieron a Troodon más parecido a un pájaro de lo que Chatterjee hizo en su artículo de Protoavis, pero en general, estas correcciones particulares parecían tener poca relación con las características aviares de Protoavis. Currie y Zhao no declararon explícitamente si consideraban a Protoavis como un terópodo, sin embargo sugirieron que aunque Protoavis tiene caracteres que sugieren afinidades aviares, la mayoría de estos también se encuentran en dinosaurios terópodos.

### Controversia
Muchos paleontólogos dudan de la exactitud de la reconstrucción de Protoavis. Las circunstancias de su descubrimiento, en 1984, en el que los restos desordenados se hallaban caóticamente desparramados en un estrato sedimentario, hacen suponer que se trataría de una quimera, es decir, de un ejemplar construido por huesos de distintos individuos. Por el contrario su descubridor, Sankar Chatterjee de la Universidad Tecnológica de Texas, se convenció de que toda la pila de fragmentos óseos —probablemente el resultado de una catástrofe natural, como una inundación o una trampa de lodo— pertenece a la misma especie.

#### Protoavis es un pájaro
«La cuestión más destacada de Protoavis es que aunque anterior a  Archaeopteryx por 75 millones de años, es considerablemente más avanzado... Protoavis está más estrechamente relacionado con las aves que Archaeopteryx».
 
Sankar Chatterjee.

Sankar Chatterjee y algunos otros paleornitólogos afirmaron que este material documenta un origen triásico de las aves y la presencia de un ave más avanzada que el Archaeopteryx. Aunque existió aproximadamente 75 millones de años antes que el ave más antigua conocida, su estructura esquelética es supuestamente más parecida a la de un pájaro. Protoavis ha sido reconstruido como un ave carnívora que tenía dientes en la punta de sus mandíbulas y ojos ubicados en la parte frontal del cráneo, lo que sugiere un estilo de vida nocturno o crepuscular.. Los huesos fósiles están demasiado mal conservados para permitir una estimación de la capacidad de vuelo, aunque las reconstrucciones suelen mostrar plumas, a juzgar por un estudio exhaustivo del material fósil, no hay indicios de que estuvieran presentes.
Sin embargo, esta descripción de Protoavis asume que se ha interpretado correctamente como un pájaro. Casi todos los paleontólogos dudan de que Protoavis sea un ave, o de que todos los restos que se le asignen incluso provengan de una sola especie, debido a las circunstancias de su descubrimiento y a las débiles sinapomorfias aviarias en su material fragmentario. Cuando fueron encontrados en una cantera de Dockum Group en la península de Texas en 1984, en un estrato sedimentario de un delta del río Triásico, los fósiles eran un alijo desarticulado de huesos desarticulados que reflejaban un incidente de mortalidad masiva después de una inundación repentina.
Si su existencia fuera real, Protoavis plantearía interesantes preguntas sobre el momento en el que las aves comenzaron a divergir evolutivamente de los dinosaurios; sin embargo, hasta que no se encuentre evidencia sólida, la clasificación y filogenia del animal permanecerán en la incertidumbre.

#### Protoavis es una quimera
“Excepto por unos pocos elementos, el material disponible de Protoavis es extremadamente fragmentario. Las interpretaciones de Chatterjee sobre ciertos huesos son cuestionables, e incluso la asociación de elementos en especímenes y luego en un único taxón parecen difíciles de sostener.”
Luis Chiappe.

Chatterjee estaba convencido de que algunos de estos huesos triturados pertenecían a dos individuos, uno viejo y otro joven, de la misma especie. Sin embargo, solo se encontraron unas pocas partes, principalmente un cráneo y algunos huesos de las extremidades que, además, no concuerdan bien en sus proporciones entre sí, y esto ha llevado a muchos a creer que el fósil de Protoavis es quimérico, compuesto por más de un organismo. Los trozos de cráneo parecen los de un celurosaurio, mientras que el fémur y el hueso del tobillo catalogados en TTU P-9200 y TTU P-9201, respectivamente, sugieren afinidades con terópodos no tetanuranos y al menos algunas vértebras son más similares a los de Megalancosaurus, un drepanosáurido. Sin embargo, esas supuestas similitudes entre las cervicales de Protoavis y drepanosauridos eran las mismas similitudes que Feduccia y Wild en 1993 usaron para argumentar a favor de una afinidad entre Archaeopteryx y drepanosáuridos.

"Dondequiera que uno mire, los mismos fósiles que se le atribuyen desafían la validez de Protoavis. La conclusión más parsimoniosa que se puede inferir de estos datos es que el polémico hallazgo de Chatterjee no es más que una quimera, un lodazal de arcosaurios muertos hace mucho tiempo."

Si realmente es un solo animal y no una quimera, Protoavis plantearía preguntas sobre cuándo las aves comenzaron a divergir de los dinosaurios, pero hasta que se produzcan mejores pruebas, el estado del animal sigue siendo incierto en la actualidad. Además, la paleobiogeografía sugiere que las aves verdaderas no colonizaron América hasta el Cretácico, los linajes más primitivos de aves inequívocas que se han encontrado hasta la fecha son todos euroasiáticos. Ciertamente, los fósiles se atribuyen con mayor parsimonia a los dinosaurios primitivos y otros reptiles, como se describe anteriormente. Sin embargo, los celurosaurios y celofisoides, en cualquier caso, no están relacionados de manera muy lejana con los antepasados de las aves y, en algunos aspectos del esqueleto, no muy diferentes de ellos, lo que explica cómo sus fósiles podrían confundirse con aves. 

"Protoavis no ha sido ampliamente aceptado ni considerado seriamente como un ave del Triásico ... Witmer, que ha examinado el material y es uno de los pocos trabajadores que ha considerado seriamente la propuesta de Chatterjee, argumentó que el estatus aviar de P. texensis probablemente no es tan claro como generalmente lo describe Chatterjee, y además recomendó minimizar el papel que juega Protoavis en la discusión de la ascendencia aviar ".

Welman ha argumentado que el cuadrado de Protoavis muestra sinapomorfias de Theropoda. Paul ha demostrado las afinidades de los drepanosáuridos de las vértebras cervicales. Gauthier & Rowe, y Dingus & Rowe han argumentado de manera convincente a favor de identificar la extremidad trasera de Protoavis como perteneciente a un celofisoides. Feduccia ha argumentado que Protoavis representa un "tecodonto" arbóreo.. En un estudio de los primeros dinosaurios ornitisquios, Sterling Nesbitt y otros determinaron algunos de los restos parciales de Protoavis ser un terópodo no tetanurano. Se considera que todo el cráneo y el cuello son probablemente de un drepanosáurido porque el cráneo y el cuello son demasiado grandes en comparación con las vértebras dorsales de Protoavis.

## Paleoambiente
El paleoclima inferido del Grupo Dockum habría sido subtropical y gobernado por una alternancia de estación seca y húmeda , con este último marcado por las lluvias monzónicas. La evidencia botánica indica que el área estaba densamente arbolada, y la abundancia de material tanto de invertebrados como de vertebrados del sitio sugiere que el lugar estaba en general densamente poblado por una amplia variedad de especies. Los dinosaurios todavía eran bastante raros en el grupo Dockum, y solo algunos celofisoides y otras formas basales están bien documentadas. Los principales carnívoros del lugar habrían sido poposáuridos como Postosuchus, una especie bien representada en las canteras rojas del Triásico de Texas. Otros arcosaurios arcaicos , como los rincosaurios y los aetosaurios, también eran bastante comunes.

### Tafonomía
Tanto el holotipo como el paratipo se recuperaron de lugares dispares, tanto desarticulados como no asociados. En consecuencia, las relaciones espaciales son imposibles de determinar. No existe ningún registro de la orientación original del material, incluso cuando se recuperó. El material adicional asignado al taxón se ha recuperado de forma aislada sin relaciones espaciales aparentes entre sí, y más o menos se ha referido a Protoavis de forma espuria. Así, la presentación del holotipo y el paratipo como esqueletos coherentes por Chatterjee es falaz. Tales representaciones son conglomeraciones ad hoc de hueso cuyo estatus como coespecífico no es evidente a partir de su tafonomía.
Los restos recuperados no solo se desarticularon y no se asociaron, sino que existen diferencias morfométricas evidentes en los diversos componentes del holotipo y el paratipo. Por ejemplo, las escápulas y las coracoides están tan reducidas que la asociación con el esqueleto axial es extremadamente difícil de soportar. La ontogenia juvenil no puede invocarse de manera creíble para explicar esta discrepancia. Además, el grado de variación morfométrica en el holotipo y paratipo parece incongruente con el material componente que representa un conjunto conespecífico de huesos.
Los propios fósiles muestran un daño post mortem significativo y, en algunos casos, están tan triturados y distorsionados por los procesos geológicos, que es imposible interpretarlos con precisión. En consecuencia, los análisis lúcidos ofrecidos por Chatterjee son en muchos casos más creatividad artística que una descripción precisa.
En su análisis definitivo del material, "The Rise of Birds" de 1997, Chatterjee no logró ilustrar los fósiles de Protoavis a través de imágenes o bocetos de los fósiles propiamente dichos, y en su lugar ofrece al lector reconstrucciones artísticas. Por esto, Chatterjee ha sido duramente criticado. Este enfoque en la ciencia es totalmente intolerable porque idealiza el material disponible y oscurece la naturaleza fragmentaria de los fósiles y su pobre estado de conservación.